# Breakout (film, 2007)
Breakout (ve švýcarském originále Breakout) je švýcarské filmové drama z roku 2007. Režisérem filmu je Mike Eschmann. Hlavní role ve filmu ztvárnili Nils Althaus, Stress, Roeland Wiesnekker, Hanspeter Müller a Melanie Winiger.

## Ocenění
Film získal ocenění Swiss Film Prize v kategorii nejlepší hudba.

## Obsazení
| Nils Althaus        | Marco Nia   |
| Stress              | Spirit      |
| Roeland Wiesnekker  | Schleier    |
| Hanspeter Müller    | Silas       |
| Melanie Winiger     | Nicole Frey |
| Max Rüdlinger       | Barmettler  |
| Max Loong           | Blade       |
| Joel Basman         | Silenzio    |
| Bardo Eicher        | Pulpo       |
| Virginia Gomez-Joss | Foxy        |
| Aron Hirsl          | Vinnie      |
| Aaron Arens         | Heinrich    |
| Basil Flachsmann    | Rocket      |